# Calochortus simulans
Calochortus simulans är en liljeväxtart som först beskrevs av Robert Francis Hoover, och fick sitt nu gällande namn av Philip Alexander Munz. Calochortus simulans ingår i släktet Calochortus och familjen liljeväxter. Inga underarter finns listade.

## Bildgalleri

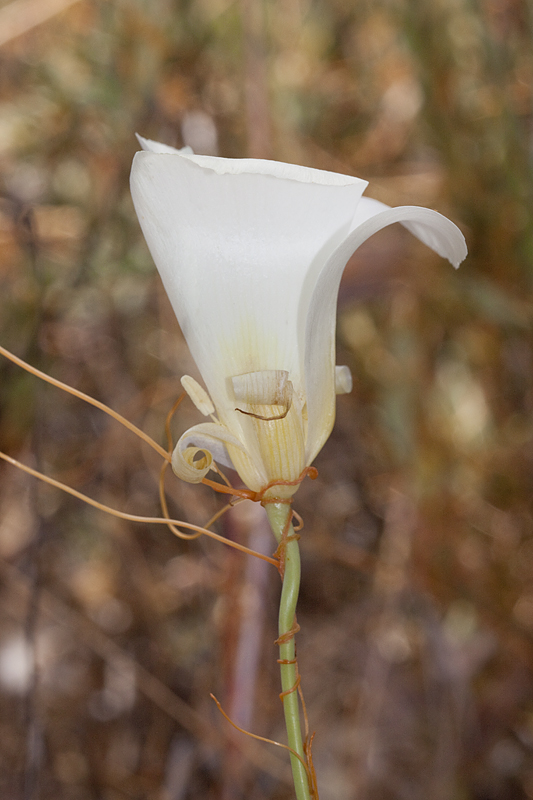
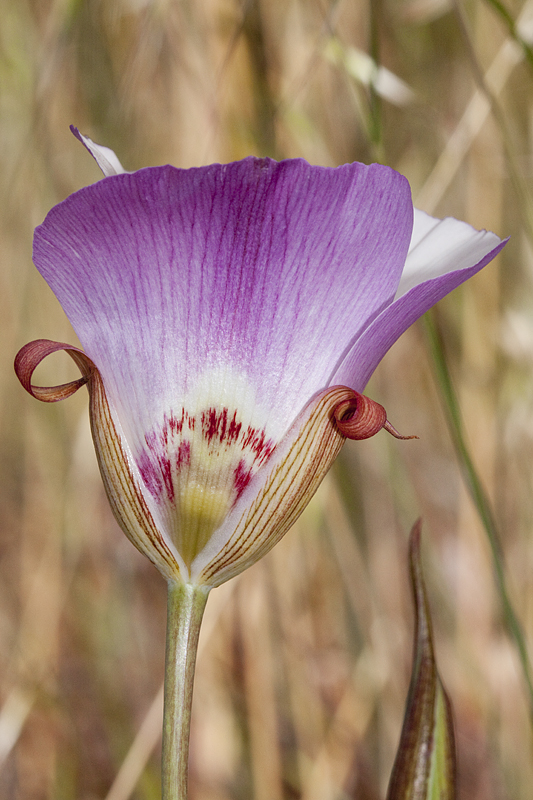
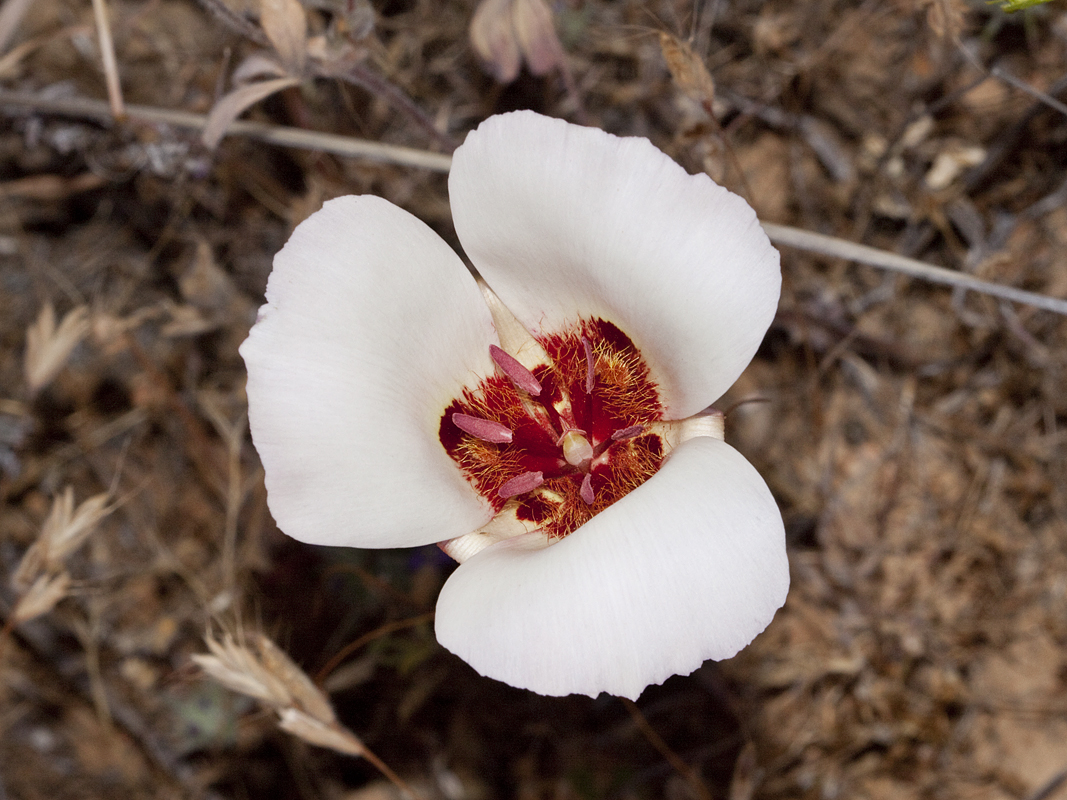
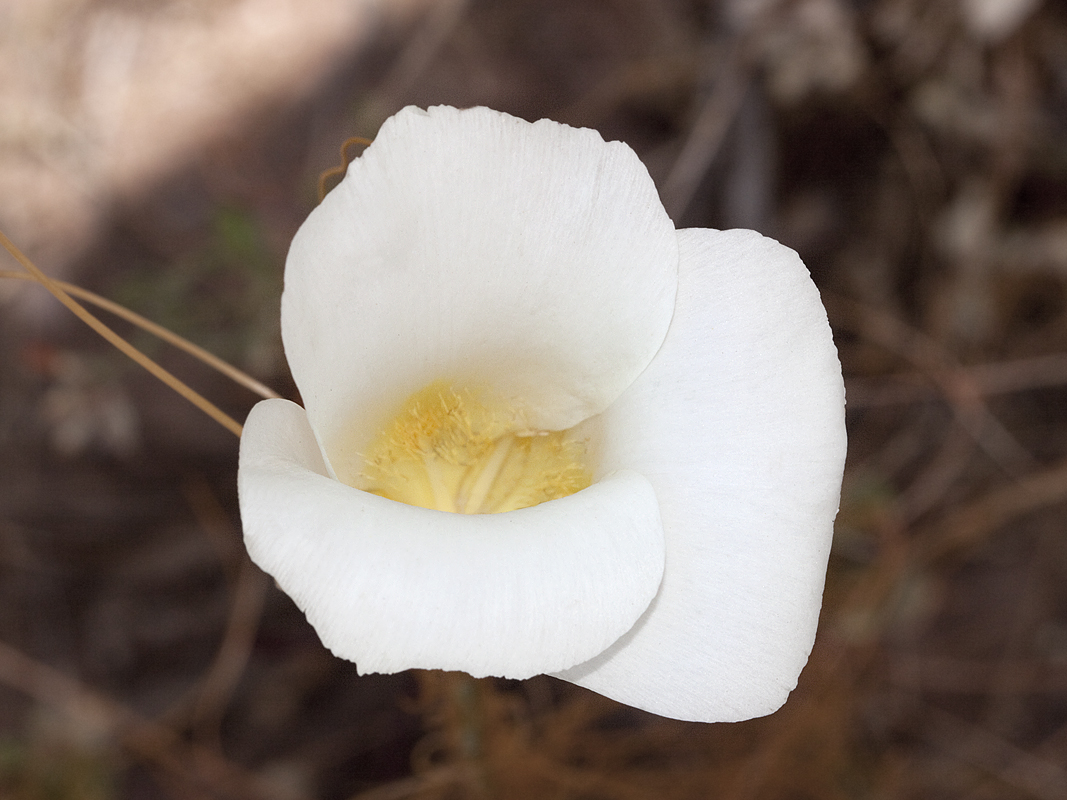